# Ernie Ruple
Coy Ernest Ruple (27 de octubre de 1945 – 9 de junio de 2024) fue un jugador de fútbol americano profesional estadounidense que fue tackle durante dos temporadas con los Pittsburgh Steelers de la National Football League (NFL).

## Carrera deportiva
Ruple jugó fútbol americano universitario para los Arkansas Razorbacks antes de ser seleccionado en el draft de la NFL de 1968. Jugó fútbol americano de secundaria en la Conway High School en Conway, Arkansas.
Ruple murió el 9 de junio de 2024, a la edad de 78 años.